# Cazis
Cazis (Reto-Romaans: Tgazas of Tgazzas) is een plaats en gemeente in het Zwitserse kanton Graubünden, en maakt deel uit van het district Hinterrhein.
Cazis telt 1501 inwoners.

## Geschiedenis
Op 1 januari 2010 werden de gemeenten Portein, Präz, Sarn en Tartar en gingen de plaatsen op in de gemeente Cazis.